# Badische III b
Die Fahrzeuge der Gattung III b waren Personenzug-Dampflokomotiven der Großherzoglich Badischen Staatseisenbahn. In diese Gattung reihte die Großherzoglich Badische Staatseisenbahn umgebaute Lokomotiven der Gattungen III und III a ein.
Von den Bauarten Badische III und Badische III a, wurden 70 Maschinen zwischen 1881 und 1891 umgebaut. Hierbei wurden bei allen ein neuer, leistungsfähigerer dreischüssiger Kessel mit größerer Rostfläche eingebaut. Da dieser länger war als der Erstkessel, musste deswegen bei der III der Rahmen verlängert werden, bei der IIIa reichte es, vorne einen Pufferbalken anzubauen.
Der Kessel verfügte über einen Stehkessel der Bauart Belpaire mit mäßig erhöhter Decke. Ein großer Dampfdom saß auf dem hinteren Kesselschuss.